# De grot van de beer
De grot van de beer is een stripverhaal uit de reeks van De Rode Ridder. Het is geschreven door Martin Lodewijk en getekend door Claus Scholz. Het is tevens het eerste album gemaakt door dit duo. De eerste albumuitgave was in september 2005.

## Verhaal
Johan reist naar Duitsland in de buurt van Neandertal en slaat zijn kamp op bij een waterval. Hij denkt terug aan al zijn avonturen en gaat slapen. 's Nachts wordt hij overvallen, Johan wordt neergeslagen en wordt wakker ondergronds. Hij komt terecht bij een soort ondergronds volkje dat sterk op de Neanderthaler lijkt. Hij maakt kennis met Dixit: een slaaf van dezelfde soort. Een aapje duidt iemand aan die geofferd wordt aan een beer. In een soort amfitheater merkt Johan dat het beest maar een simpele kermisbeer is, maar voor het volk is het een god. De Rode Ridder merkt ook dat de leiders van de stam gewone mensen zijn. Een jonge vrouw die geïnteresseerd is in Johan neemt hem mee naar haar vertrekken. Daar komt hij te weten dat de gewone mensen een rondreizend circus zijn. De stam die onder de grond leefden zagen de kermisbeer en vereerden hem en de circusartiesten. De grond bezat in overvloed aan goud en juwelen. Dixit en Johan beramen een plan om zichzelf te bevrijden. Ze ontsnappen maar het leger van de Neanderthalers komt achter hen aan. De 'Hoeder van de Beer' een sterke man met een berenvel (oorspronkelijk een berenworstelaar) probeert Johan te doden maar dat mislukt. Op een bepaald moment begeeft het gewelf van de grot het en stort in. De enige overlevenden zijn Johan en Dixit.

## Achtergronden bij het verhaal
- Het volk dat onder de grond leeft zijn waarschijnlijk Neanderthalers omdat ze voorovergebogen lopen, vooruitstekende wenkbrauwen, harig zijn en geen kin hebben.
- Dit is de eerste strip van de Roder Ridder waarbij de cover veranderd wordt en nu een volledige tekening is in plaats van een kader.